# 無線工学
無線工学（むせんこうがく）は、特に無線通信に関する項目を扱う電気工学、通信工学の一分野である。

## 主要構成要素

### 電子工学一般
- 電気物理
- 電気回路
- 半導体素子
- 電子管
- 電子回路
- 電源

### 数理・情報
- 変調方式
- 符号化方式（情報理論）

### 測定
- 電気計測工学
- 電波測位（電波航法、レーダー、等）

### 送受信装置
- 受信機
- 送信機

### 空中線系
- 給電線
- アンテナ

### 回線設計
- 電波伝播
- 電波障害